# 5016 Migirenko
Az 5016 Migirenko (ideiglenes jelöléssel 1976 GX3) a Naprendszer kisbolygóövében található aszteroida. Nyikolaj Sztyepanovics Csernih fedezte fel 1976. április 2-án.